# Серебрянский, Марк Исаакович
Марк Исаакович Серебрянский (29 декабря 1900 (11 января 1901), Елисаветград — 1941, под Вязьмой) — советский литературный критик, поэт.

## Биография
Марк Серебрянский родился в 1901 году в Елисаветграде Херсонской губернии. После Октябрьской революции занимался комсомольской деятельностью. Вступил в Красную армию, воевал в Гражданской войне. В 1920 году вступил в ВКП(б). С 1921 по 1923 год учился в Москве в Коммунистическом университете имени Я. М. Свердлова. С 1923 года работал в органах партийной пропаганды. С 1925 года — заведующий отделом агитации и пропаганды Ленинского райкома ВКП(б) Ростова-на-Дону.
В юности начал писать стихи. Основная тематика его произведений — Октябрьская революция и Гражданская война в России. Его первый сборник стихов «Зеленая шинель» вышел в 1922 году. Серебрянский публиковал свои стихи в ростовских газетах и журналах. С 1927 года стал литературным критиком.
Серебрянский был активным работником руководства РАПП. В 1928 году поступил на литературное отделение Института красной профессуры, окончил его в 1932 году. Читал курс советской литературы в нескольких московских вузах. Был заведующим сектором советской литературы Гослитиздата. С 1939 года — заведующий сектором советской литературы Института мировой литературы имени М. Горького.
Серебрянский дал ряд вдумчивых содержательных работ, отстаивая принципы нового искусства эпохи социализма. Внимательно анализируя литературные явления, Серебрянский даёт теоретические выводы как в обобщающих статьях, так и в статьях об отдельных писателях (об Артеме Весёлом, «О социалистическом реализме», брошюра о Фурманове).
После начала Великой Отечественной войны ушёл добровольцем на фронт. Был корреспондентом армейской газеты «За честь Родины». Погиб в октябре 1941 года в боях под Вязьмой.

## Сочинения
- «Творчество Николая Ляшко» (1931)
- «За большевистское искусство» (1932)
- «Против воронщины» (1932)
- «Тема гражданской войны в советской литературе» (1935)
- «Литература и социализм» (1935)
- «Дмитрий Фурманов» (1936)
- «Советский исторический роман» (1936)
- «Литературные очерки» (1938)
- «Владимир Маяковский» (1939)